# Erna Schlüter
Erna Schlüter   (Oldenburg, 5 de febrer de 1904 - Hamburg, 1 de desembre de 1969) va ser una soprano dramàtica d'òpera alemanya i professora de cant. Va començar com a contralt a l'Oldenburgisches Staatstheater d'Oldenburg el 1922, es va traslladar al Teatre Nacional de Mannheim el 1925, on la seva veu es va convertir en soprano dramàtica, després al Stadttheater de Düsseldorf el 1930, on va aparèixer el 1933 a l'estrena mundial de Der Rossknecht de Winfried Zillig. Va rebre el títol de Kammersängerin. La seva última temporada, la de 1940, va treballar a l'Òpera Estatal d'Hamburg.
Schlüter va rebre el reconeixement europeu quan va aparèixer com a convidada a l'Òpera de Frankfurt, com a Brünnhilde en les tres parts de Der Ring des Nibelungen de Richard Wagner. Després va cantar el paper al festival Waldoper i al Liceu de Barcelona, entre altres teatres. Per al director Wilhelm Furtwängler va ser la Isolda ideal, i per al compositor Richard Strauss l'Elektra ideal, quan la va escoltar a la Royal Opera House de Londres el 1947, dirigida per Sir Thomas Beecham. En la seva memòria es va crear el Premi Erna Schlüter per a joves cantants.

## Biografia
Nascuda a Oldenburg, Schlüter va fer el seu debut a l'escenari com a contralt al Oldenburgisches Staatstheater el 1922, com la Tercera Dama de Die Zauberflöte de Wolfgang Amadeus Mozart. El seu primer paper protagonista va ser el d'Azucena de Il trovatore de Giuseppe Verdi. A la temporada 1924-25, va aparèixer com a Orfeu a Orfeo ed Euridice de Christoph Willibald Gluck. El 1925, es va traslladar al Teatre Nacional de Mannheim, on la seva veu es va convertir en soprano dramàtica. Schlüter va aparèixer com a Dalila a Samson et Dalila de Camille Saint-Saëns, Santuzza a Cavalleria rusticana de Pietro Mascagni i la Marschallin a Der Rosenkavalier de Richard Strauss. A més, va interpretar els seus primers papers a obres escèniques de Richard Wagner, com ara Ortrud de Lohengrin i Erda i Fricka de Das Rheingold.
Entre 1930 i 1940, Schlüter va pertànyer al conjunt del Stadttheater de Düsseldorf, dirigit per Walter Bruno Iltz, debutant com a Senta de Der fliegende Holländer de Wagner. En el repertori italià, va aparèixer com a Elena a I vespri siciliani de Verdi, el paper principal de Tosca de Giacomo Puccini i Leonora a Il trovatore. També va interpretar Donna Anna de Don Giovanni de Mozart. El 1933, va aparèixer a l'estrena mundial de Der Rossknecht de Winfried Zillig. El mateix any va ser per primera vegada Isolda a Tristany und Isolde de Wagner.
El 1936, va fer una aparició com a convidada a l'Òpera de Frankfurt, com a Brünnhilde en les tres parts de Der Ring des Nibelungen de Wagner. Va repetir el 1939 en actuacions a l'aire lliure al festival Waldoper de Zoppot. Entre les seves primeres actuacions com a convidada internacional va ser Brünnhilde en un cicle complet de l'Anell al Liceu de Barcelona. Wilhelm Furtwängler va convidar Schlüter a un concert amb la Filharmònica de Berlín el 1936. El seu primer enregistrament radiofònic es va fer a Stuttgart el 1938, cantant el paper de Brünnhilde a Die Walküre al costat de Rudolf Bockelmann, com a Wotan.
Al Gran Teatre del Liceu de Barcelona va actuar les temporades 1935-1936, 1939-1940, 1940-1941, 1941-1942, 1942-1943 i 1943-1944. Hi va cantar Siegfried, Götterdämmerung, Die Walküre, Tristan und Isolde, Der Rosenkavalier i va intervenir en funcions de gala en honor del general Franco (27 de gener de 1942) i en homenatge a la Divisió Azul (15 de febrer de 1943).
El 1938, Schlüter va rebre el títol de Kammersängerin a Düsseldorf. El 1940, va acceptar un compromís permanent a l'Òpera Estatal d'Hamburg, on va romandre fins al final de la seva carrera de cantant, és a dir, fins al 1956. Va afegir Leonore de Fidelio de Beethoven al seu repertori. El 1941 va aparèixer al Maggio Musicale Fiorentino com a Isolda, repetint el paper a La Scala de Milà l'any següent. El 1943, va cantar al Rèquiem de Verdi amb la Filharmònica de Viena dirigida per Hans Knappertsbusch. El 1947, Schlüter va ser contractat pel Metropolitan Opera de la ciutat de Nova York com el primer cantant alemany després de la Segona Guerra Mundial. Hi va aparèixer com a Marschallin i Isolde en dues sèries. Però com que grans sectors del públic i de la premsa s'oposaven a un cantant que havia tingut èxit a Alemanya durant el règim nazi, només hi va oferir una actuació de Der Rosenkavalier i de Tristan und Isolde, amb Max Lorenz com a Tristan. No es va complir el contracte d'execucions posteriors. En canvi, Wilhelm Furtwängler va contractar Schlüter com a Isolda a l'Òpera Estatal de Berlín, i ella va aparèixer al Festival de Salzburg el 1948 com a Leonore de Beethoven, dirigida per Furtwängler. Va actuar en el paper principal d'Elektra de Richard Strauss a la Royal Opera House de Londres el 1947, dirigida per Sir Thomas Beecham i en presència del compositor. Strauss li va donar les gràcies i va veure en ella l'Elektra perfecta, tal com Furtwängler havia vist en ella la Isolda perfecta.
A Hamburg el 1947, Schlüter va cantar la professora Ellen Orford a l'estrena alemanya de l'òpera Peter Grimes de Benjamin Britten. La Hessischer Rundfunk la va prendre sota contracte i Schlüter va viatjar a Frankfurt per participar en enregistraments complets de Die Walküre de Wagner com a Brünnhilde i de Rienzi com a Adriano, així com de Die Frau ohne Schatten de Richard Strauss com a Färberin. Schlüter es va preparar per a un canvi de rumb amb el Küsterin de Jenufa de Janáček, que va interpretar de manera impressionant a l'Òpera Estatal d'Hamburg en la temporada 1953-54, però una malaltia la va obligar a retirar-se dels escenaris. Després va treballar com a professora de veu.
L'obituari de Die Welt descrivia la veu de Schlüter com: "la seva soprano, que tenia una rica capacitat de diferenciació entre el poder radiant i un pianissimo lluminós, tenia la seva pròpia brillantor. La seva actuació estava animada pel poder de l'ascens idealista, que es barrejava amb un sentiment càlid".
Schlüter va morir a Hamburg a seixanta-cinc anys. Va ser enterrada al Gertrudenfriedhof d'Oldenburg. El gener de 2005, una iniciativa privada a Oldenburg va fundar la Erna Schlüter Society Oldenburg. La societat atorga un premi de cant per a joves cantants, el Premi Erna Schlüter. Els primers premiats el 2005 van ser la soprano Anja Metzger i el tenor Daniel Behle. El juny de 2007, la mezzosoprano Kateřina Hebelková va rebre el premi. El maig de 2010 es va atorgar el premi a la soprano Mareke Freudenberg i al baix baríton Derrick Ballard, el 2013 a la mezzosoprano Geneviève King, i el 2015 a la mezzosoprano Hagar Sharvit.

## Enregistraments
El CD-Edition Erna Schlüter conté àries, escenes, peces de concert i lied de Beethoven, Weber, Marschner, Halévy, Wagner, R. Strauss, Wolf, Stephan i Braunfels / 2 caixes de 5 CDs, publicats per Hamburger Archiv für Gesangskunst.